# Rhinogobius genanematus
Rhinogobius genanematus är en fiskart som beskrevs av Zhong och Tzeng, 1998. Rhinogobius genanematus ingår i släktet Rhinogobius och familjen smörbultsfiskar. Inga underarter finns listade i Catalogue of Life.